# Pallanuoto ai campionati mondiali di nuoto 2025 - Torneo maschile
Il torneo di pallanuoto maschile ai campionati mondiali di nuoto 2025 si è disputato dal 12 al 24 luglio 2025 presso l'OCBC Aquatic Centre di Singapore. Si tratta della 22ª edizione del torneo maschile.
Le squadre partecipanti sono in totale 16 rappresentando tutti i 5 continenti.

## Formula
Le 16 partecipanti sono suddivise in quattro gironi preliminari, al termine dei quali le prime tre squadre hanno accesso alla fase a eliminazione diretta. Le prime di ogni girone vengono ammesse direttamente ai quarti di finale, mentre seconde e terze si scontrano a incroci in un turno preliminare.

## Squadre partecipanti
| Torneo di qualificazione     | Date                              | Luogo              | Posti | Qualificate |
| ---------------------------- | --------------------------------- | ------------------ | ----- | ----------- |
| Paese ospitante              | -                                 | -                  | 1     | Singapore   |
| Olimpiadi 2024               | 28 luglio - 11 agosto 2024        | Parigi             | 3     | Croazia     |
| Olimpiadi 2024               | 28 luglio - 11 agosto 2024        | Parigi             | 3     | Serbia      |
| Olimpiadi 2024               | 28 luglio - 11 agosto 2024        | Parigi             | 3     | Stati Uniti |
| FINA World Cup 2025          | 18 dicembre 2024 - 13 aprile 2025 | Podgorica          | 3     | Ungheria    |
| FINA World Cup 2025          | 18 dicembre 2024 - 13 aprile 2025 | Podgorica          | 3     | Grecia      |
| FINA World Cup 2025          | 18 dicembre 2024 - 13 aprile 2025 | Podgorica          | 3     | Spagna      |
| Campionato asiatico 2025     | 25 febbraio - 2 marzo 2025        | Zhaoqing           | 2     | Cina        |
| Campionato asiatico 2025     | 25 febbraio - 2 marzo 2025        | Zhaoqing           | 2     | Giappone    |
| Campionato panamericano 2024 | 20-26 novembre 2024               | Ibagué             | 2     | Brasile     |
| Campionato panamericano 2024 | 20-26 novembre 2024               | Ibagué             | 2     | Canada      |
| Campionato europeo 2024      | 4-16 gennaio 2024                 | Dubrovnik/Zagabria | 3     | Italia      |
| Campionato europeo 2024      | 4-16 gennaio 2024                 | Dubrovnik/Zagabria | 3     | Montenegro  |
| Campionato europeo 2024      | 4-16 gennaio 2024                 | Dubrovnik/Zagabria | 3     | Romania     |
| Selezione africana           | -                                 | -                  | 1     | Sudafrica   |
| Qualificazioni oceaniche     | 17-22 aprile 2025                 | Perth              | 1     | Australia   |
| Totale                       |                                   |                    | 16    |             |

## Sorteggio
Il sorteggio per definire i gironi si è svolto alle 17:00 del 7 maggio 2025 nel quartier generale della World Aquatics a Budapest. Il sorteggio è stato presentato dal cronista sportivo Edit Szalay, mentre coloro che hanno svolto il sorteggio sono stati i pallanuotisti Filip Filipovic e Laura Ester insieme al presidente della World Aquatics Husain Al-Musallam e l'olimpionico singaporiano Mark Chay. Sono state sorteggiate nell'ordine le fasce 4, 3, 2 e 1, con ogni squadra selezionata inserita nel primo gruppo libero in ordine alfabetico. In seguito sono state sorteggiate anche per definire il seed per il turno preliminare, fondamentale per il calendario. Il sorteggio è stato totalmente libero da vincoli di ogni tipo.

### Seeding
Il seeding delle squadre è stato annunciato il 6 maggio 2025, il giorno prima del sorteggio. Per la prima volta dal 2019, una squadra non europea è stata inserita nella prima fascia.
| Fascia 1                          | Fascia 2                       | Fascia 3                            | Fascia 4                          |
| --------------------------------- | ------------------------------ | ----------------------------------- | --------------------------------- |
| Serbia Croazia Stati Uniti Spagna | Grecia Ungheria Italia Brasile | Montenegro Australia Romania Canada | Giappone Cina Sudafrica Singapore |

### Gruppi
Per la prima volta un gruppo non contiene neanche una squadra europea.
| Gruppo A | Gruppo A  | Gruppo B | Gruppo B  | Gruppo C | Gruppo C    | Gruppo D | Gruppo D   |
| N        | Squadra   | N        | Squadra   | N        | Squadra     | N        | Squadra    |
| -------- | --------- | -------- | --------- | -------- | ----------- | -------- | ---------- |
| A1       | Italia    | B1       | Australia | C1       | Singapore   | D1       | Grecia     |
| A2       | Serbia    | B2       | Spagna    | C2       | Canada      | D2       | Cina       |
| A3       | Romania   | B3       | Ungheria  | C3       | Brasile     | D3       | Montenegro |
| A4       | Sudafrica | B4       | Giappone  | C4       | Stati Uniti | D4       | Croazia    |

## Calendario
| P | Turno preliminare | ⅛ | Ottavi | ¼ | Quarti | ½ | Semifinali | F | Finali |

| Torneo   | Luglio 2025 | Luglio 2025 | Luglio 2025 | Luglio 2025 | Luglio 2025 | Luglio 2025 | Luglio 2025 | Luglio 2025 | Luglio 2025 | Luglio 2025 | Luglio 2025 | Luglio 2025 | Luglio 2025 |        |
| Torneo   | Ven 11      | Sab 12      | Dom 13      | Lun 14      | Mar 15      | Mer 16      | Gio 17      | Ven 18      | Sab 19      | Dom 20      | Lun 21      | Mar 22      | Mer 23      | Gio 24 |
| -------- | ----------- | ----------- | ----------- | ----------- | ----------- | ----------- | ----------- | ----------- | ----------- | ----------- | ----------- | ----------- | ----------- | ------ |
| Maschile |             | P           |             | P           |             | P           |             | ⅛           |             | ¼           |             | ½           |             | F      |

## Turno preliminare

### Gruppo A
| Pos. | Squadra   | Pt | G | V | N | P | GF | GS | DR  |
| ---- | --------- | -- | - | - | - | - | -- | -- | --- |
| 1.   | Italia    | 8  | 3 | 3 | 0 | 0 | 58 | 22 | +36 |
| 2.   | Serbia    | 7  | 3 | 2 | 0 | 1 | 59 | 25 | +34 |
| 3.   | Romania   | 3  | 3 | 1 | 0 | 2 | 38 | 41 | -3  |
| 4.   | Sudafrica | 0  | 3 | 0 | 0 | 3 | 12 | 79 | -67 |

| Data      | Ora   | Gara      | Gara                 | Gara      |
| --------- | ----- | --------- | -------------------- | --------- |
| 12 luglio | 09:00 | Serbia    | 27-3                 | Sudafrica |
| 12 luglio | 20:45 | Romania   | 5-17                 | Italia    |
| 14 luglio | 10:35 | Sudafrica | 5-24                 | Romania   |
| 14 luglio | 20:45 | Italia    | 13-13 (d.t.r. 17-16) | Serbia    |
| 16 luglio | 13:45 | Italia    | 28-4                 | Sudafrica |
| 16 luglio | 16:00 | Serbia    | 19-9                 | Romania   |

### Gruppo B
| Pos. | Squadra   | Pt | G | V | N | P | GF | GS | DR  |
| ---- | --------- | -- | - | - | - | - | -- | -- | --- |
| 1.   | Spagna    | 9  | 3 | 3 | 0 | 0 | 42 | 32 | +10 |
| 2.   | Ungheria  | 6  | 3 | 2 | 0 | 1 | 50 | 34 | +16 |
| 3.   | Giappone  | 3  | 3 | 1 | 0 | 2 | 46 | 56 | -10 |
| 4.   | Australia | 0  | 3 | 0 | 0 | 3 | 24 | 40 | -16 |

| Data      | Ora   | Gara      | Gara  | Gara      |
| --------- | ----- | --------- | ----- | --------- |
| 12 luglio | 16:00 | Spagna    | 22-16 | Giappone  |
| 12 luglio | 17:35 | Ungheria  | 18-6  | Australia |
| 14 luglio | 13:45 | Giappone  | 18-23 | Ungheria  |
| 14 luglio | 16:00 | Australia | 7-10  | Spagna    |
| 16 luglio | 10:35 | Australia | 11-12 | Giappone  |
| 16 luglio | 20:45 | Spagna    | 10-9  | Ungheria  |

### Gruppo C
| Pos. | Squadra     | Pt | G | V | N | P | GF | GS | DR  |
| ---- | ----------- | -- | - | - | - | - | -- | -- | --- |
| 1.   | Stati Uniti | 9  | 3 | 3 | 0 | 0 | 60 | 22 | +38 |
| 2.   | Brasile     | 5  | 3 | 2 | 0 | 1 | 37 | 35 | +2  |
| 3.   | Canada      | 4  | 3 | 1 | 0 | 2 | 42 | 39 | +3  |
| 4.   | Singapore   | 0  | 3 | 0 | 0 | 3 | 24 | 67 | -43 |

| Data      | Ora   | Gara        | Gara                 | Gara        |
| --------- | ----- | ----------- | -------------------- | ----------- |
| 12 luglio | 10:35 | Canada      | 9-18                 | Stati Uniti |
| 12 luglio | 13:45 | Brasile     | 19-8                 | Singapore   |
| 14 luglio | 09:00 | Stati Uniti | 16-7                 | Brasile     |
| 14 luglio | 19:10 | Singapore   | 10-22                | Canada      |
| 16 luglio | 09:00 | Canada      | 11-11 (d.t.r. 18-19) | Brasile     |
| 16 luglio | 19:10 | Singapore   | 6-26                 | Stati Uniti |

### Gruppo D
| Pos. | Squadra    | Pt | G | V | N | P | GF | GS | DR  |
| ---- | ---------- | -- | - | - | - | - | -- | -- | --- |
| 1.   | Croazia    | 9  | 3 | 3 | 0 | 0 | 48 | 26 | +22 |
| 2.   | Montenegro | 6  | 3 | 2 | 0 | 1 | 34 | 30 | +4  |
| 3.   | Grecia     | 3  | 3 | 1 | 0 | 2 | 44 | 25 | +19 |
| 4.   | Cina       | 0  | 3 | 0 | 0 | 3 | 19 | 64 | -45 |

| Data      | Ora   | Gara       | Gara  | Gara       |
| --------- | ----- | ---------- | ----- | ---------- |
| 12 luglio | 12:10 | Cina       | 6-25  | Croazia    |
| 12 luglio | 19:10 | Montenegro | 10-9  | Grecia     |
| 14 luglio | 12:10 | Grecia     | 26-5  | Cina       |
| 14 luglio | 17:35 | Croazia    | 13-11 | Montenegro |
| 16 luglio | 12:10 | Cina       | 8-13  | Montenegro |
| 16 luglio | 17:35 | Grecia     | 9-10  | Croazia    |

## Fase finale

### Tabellone
| Play-off | Play-off   | Play-off |  |  | Quarti di finale | Quarti di finale | Quarti di finale |  |  | Semifinali | Semifinali | Semifinali |  |             | Finale      | Finale      | Finale |
|          |            |          |  |  |                  |                  |                  |  |  |            |            |            |  |             |             |             |        |
|          |            |          |  |  |                  |                  |                  |  |  |            |            |            |  |             |             |             |        |
|          |            |          |  |  | 1A               | Italia           | 11               |  |  |            |            |            |  |             |             |             |        |
| 2C       | Brasile    | 5        |  |  |                  | Grecia           | 17               |  |  |            |            |            |  |             |             |             |        |
| 3D       | Grecia     | 17       |  |  |                  |                  |                  |  |  |            | Grecia     | 7 (2)      |  |             |             |             |        |
|          |            |          |  |  |                  |                  |                  |  |  |            | Spagna     | 7 (4)      |  |             |             |             |        |
|          |            |          |  |  | 1B               | Spagna           | 14               |  |  |            |            |            |  |             |             |             |        |
| 3C       | Canada     | 10       |  |  |                  | Montenegro       | 5                |  |  |            |            |            |  |             |             |             |        |
| 2D       | Montenegro | 22       |  |  |                  |                  |                  |  |  |            |            |            |  |             |             | Spagna      | 15     |
|          |            |          |  |  |                  |                  |                  |  |  |            |            |            |  |             |             | Ungheria    | 13     |
|          |            |          |  |  | 1C               | Stati Uniti      | 9                |  |  |            |            |            |  |             |             |             |        |
| 2A       | Serbia     | 21       |  |  |                  | Serbia           | 14               |  |  |            |            |            |  |             |             |             |        |
| 3B       | Giappone   | 14       |  |  |                  |                  |                  |  |  |            | Serbia     | 18         |  |             |             |             |        |
|          |            |          |  |  |                  |                  |                  |  |  |            | Ungheria   | 19         |  |             |             |             |        |
|          |            |          |  |  | 1D               | Croazia          | 12               |  |  |            |            |            |  | Terzo posto | Terzo posto | Terzo posto |        |
| 3A       | Romania    | 11       |  |  |                  | Ungheria         | 18               |  |  |            |            |            |  |             |             | Grecia      | 16     |
| 2B       | Ungheria   | 15       |  |  |                  |                  |                  |  |  |            |            |            |  |             |             | Serbia      | 7      |

#### Play-off
| Arbitri: | Gómez Ohme |

|            |           |                           |
| Vapenski 4 | Marcatori | 3 Watanabe, Inaba, Suzuki |

| Arbitri: | Moller Stavridis |

|             |           |          |
| Georgescu 4 | Marcatori | 3 Burian |

| Arbitri: | Margeta Barber |

|        |           |                              |
| Real 2 | Marcatori | 3 Genidounias, Chalyvopoulos |

| Arbitri: | Hodgers Voltz |

|                     |           |              |
| O'Donnel, D'Souza 3 | Marcatori | 5 Gardasevic |

#### Quarti di finale
| Arbitri: | Franulovic Margeta |

|         |           |                |
| Bruni 3 | Marcatori | 4 Argyropoulos |

| Arbitri: | Kovacs-Csatlos Rakovic |

|            |           |               |
| Sanahuja 6 | Marcatori | 1 5 giocatori |

| Arbitri: | Stavridis Ohme |

|                         |           |               |
| Saveljic, Daube, Dodd 2 | Marcatori | 2 4 giocatori |

| Arbitri: | Zwart Gómez |

|         |           |            |
| Butic 4 | Marcatori | 4 Manhercz |

#### Semifinali
| Arbitri: | Zwart Ohme |

|                        |                |            |
| Genidounias, Gkillas 2 | Marcatori      | 3 Sanahuja |
|                        | Shootout 2 – 4 |            |

| Arbitri: | Franulovic Margeta |

|          |           |                    |
| Mandić 6 | Marcatori | 4 Manhercz, Fekete |

#### Finale 3º-4º posto
| Arbitri: | Gòmez Kovacs-Csatlos |

|                          |           |              |
| Kalogeropoulos, Pouros 3 | Marcatori | 4 Martinovic |

#### Finale
| Arbitri: | Stavridis Margeta |

|                             |           |          |
| Granados Ortega, Sanahuja 5 | Marcatori | 3 Burian |

### Tabellone 5º-8º posto
|  | 5º- 8º posto | 5º- 8º posto | 5º- 8º posto |         |            | 5º posto    | 5º posto    | 5º posto |  |
|  |              |              |              |         |            |             |             |          |  |
|  | Italia       | Italia       | 8            |         |            |             |             |          |  |
|  | Italia       | Italia       | 8            |         |            |             |             |          |  |
|  | Montenegro   | Montenegro   | 12           |         |            |             |             |          |  |
|  | Montenegro   | Montenegro   | 12           |         | Montenegro | Montenegro  | 13          |          |  |
|  |              |              |              |         | Montenegro | Montenegro  | 13          |          |  |
|  |              |              | Croazia      | Croazia | 19         |             |             |          |  |
|  | Stati Uniti  | Stati Uniti  | Croazia      | Croazia | 19         | 9           |             |          |  |
|  | Stati Uniti  | Stati Uniti  |              |         |            | 9           |             |          |  |
|  | Croazia      | Croazia      | 14           |         |            | 7º posto    | 7º posto    | 7º posto |  |
|  | Croazia      | Croazia      | 14           |         |            |             |             |          |  |
|  |              |              |              |         |            |             |             |          |  |
|  |              |              |              |         |            | Italia      | Italia      | 9        |  |
|  |              |              |              |         |            | Italia      | Italia      | 9        |  |
|  |              |              |              |         |            | Stati Uniti | Stati Uniti | 8        |  |

### Tabellone 9º-12º posto
|  | 9º- 12º posto | 9º- 12º posto | 9º- 12º posto |         |          | 9º posto  | 9º posto  | 9º posto  |  |
|  |               |               |               |         |          |           |           |           |  |
|  | Giappone      | Giappone      | 22            |         |          |           |           |           |  |
|  | Giappone      | Giappone      | 22            |         |          |           |           |           |  |
|  | Brasile       | Brasile       | 11            |         |          |           |           |           |  |
|  | Brasile       | Brasile       | 11            |         | Giappone | Giappone  | 16 (4)    |           |  |
|  |               |               |               |         | Giappone | Giappone  | 16 (4)    |           |  |
|  |               |               | Romania       | Romania | 16 (3)   |           |           |           |  |
|  | Romania       | Romania       | Romania       | Romania | 16 (3)   | 18        |           |           |  |
|  | Romania       | Romania       |               |         |          | 18        |           |           |  |
|  | Canada        | Canada        | 12            |         |          | 11º posto | 11º posto | 11º posto |  |
|  | Canada        | Canada        | 12            |         |          |           |           |           |  |
|  |               |               |               |         |          |           |           |           |  |
|  |               |               |               |         |          | Brasile   | Brasile   | 11        |  |
|  |               |               |               |         |          | Brasile   | Brasile   | 11        |  |
|  |               |               |               |         |          | Canada    | Canada    | 16        |  |

### Tabellone 13º-16º posto
|  | 13º- 16º posto | 13º- 16º posto | 13º- 16º posto |      |           | 13º posto | 13º posto | 13º posto |  |
|  |                |                |                |      |           |           |           |           |  |
|  | A4             | Sudafrica      | 4              |      |           |           |           |           |  |
|  | A4             | Sudafrica      | 4              |      |           |           |           |           |  |
|  | B4             | Australia      | 27             |      |           |           |           |           |  |
|  | B4             | Australia      | 27             |      | Australia | Australia | 16        |           |  |
|  |                |                |                |      | Australia | Australia | 16        |           |  |
|  |                |                | Cina           | Cina | 9         |           |           |           |  |
|  | C4             | Singapore      | Cina           | Cina | 9         | 8         |           |           |  |
|  | C4             | Singapore      |                |      |           | 8         |           |           |  |
|  | D4             | Cina           | 21             |      |           | 15º posto | 15º posto | 15º posto |  |
|  | D4             | Cina           | 21             |      |           |           |           |           |  |
|  |                |                |                |      |           |           |           |           |  |
|  |                |                |                |      |           | Sudafrica | Sudafrica | 13        |  |
|  |                |                |                |      |           | Sudafrica | Sudafrica | 13        |  |
|  |                |                |                |      |           | Singapore | Singapore | 14        |  |

## Classifica finale
| Pos.    | Squadra     |
| ------- | ----------- |
| Oro     | Spagna      |
| Argento | Ungheria    |
| Bronzo  | Grecia      |
| 4       | Serbia      |
| 5       | Croazia     |
| 6       | Montenegro  |
| 7       | Italia      |
| 8       | Stati Uniti |
| 9       | Giappone    |
| 10      | Romania     |
| 11      | Canada      |
| 12      | Brasile     |
| 13      | Australia   |
| 14      | Cina        |
| 15      | Singapore   |
| 16      | Sudafrica   |

## Medagliere
| Pos.   | Paese    | Oro | Argento | Bronzo | Totale |
| ------ | -------- | --- | ------- | ------ | ------ |
| 1      | Spagna   | 1   | 0       | 0      | 1      |
| 2      | Ungheria | 0   | 1       | 0      | 1      |
| 3      | Grecia   | 0   | 0       | 1      | 1      |
| Totale | Totale   | 1   | 1       | 1      | 3      |